# Loek Boermans
Ir. Loek M. M. Boermans ist Aerodynamiker an der Technischen Universität Delft, Segelflugzeugpilot und Präsident der OSTIV. An der TU Delft ist er für das Low Speed Aerodynamics Laboratory zuständig. Bekannt wurde Boermans durch zahlreiche aerodynamische Entwürfe für Segelflugzeuge, unter anderem für:
- Aerodynamik-Design der Schleicher ASW 24[2]
- Flügelprofil der Glaser-Dirks-DG-800-Reihe[3]
- Rumpf-Flügel-Übergang und Winglets der DG Flugzeugbau DG-1000[4]
- Rumpf-Flügel-Übergang für Stemme-Motorsegler[5]
- Leitwerk von Schempp-Hirth Ventus 2[6]
- Aerodynamik-Design von Lange Antares 20E und Lange Antares 18S/T
- Flügelprofil der Jonker JS1 mit seinem Studenten Johan Bosman[7]
- Flügel der Concordia mit seinem Studenten Johannes Dillinger
- Tragflächenkonzept Schempp-Hirth Quintus und Lange Antares 23E

Aktuell wird er als Protagonist für Grenzschichtabsaugung wahrgenommen.